# SS Canopic (1904)
SS Canopic byl parník vybudovaný v loděnicích Harland & Wolff v Belfastu původně pod jménem Commonwealth pro společnost Dominion Line. Na svou první plavbu z Liverpoolu do New Yorku vyplul 4. října 1900. V roce 1903 byl převzat rejdařstvím White Star Line a přejmenován na Canopic. Od roku 1904 sloužil na linkách z New Yorku do Středozemí. Po vypuknutí 1. světové války byl zabaven a sloužil jako transportní loď. Poté sloužil na různých trasách z Evropy do Ameriky, než byl roku 1925 v Briton Ferry sešrotován.